# FAPSI
La FAPSI (in russo: Федеральное агентство правительственной связи и информации1, Federal'noe Agenstvo Pravitel'stvennoj Svjazi i Informacii: Agenzia Federale per le Comunicazioni e le Informazioni al Governo) era un'agenzia governativa russa indipendente, formata unendo le competenze della 8ª e della 16ª direzione del KGB, si occupava soprattutto di spionaggio dei segnali elettromagnetici e di sicurezza delle informazioni governative.
Analogamente alla National Security Agency (NSA) statunitense, era l'organismo tecnico dei Servizi segreti.

## Storia

### Creazione
Il FAPSI venne creato da due direzioni del KGB: l'8ª "Comunicazioni governative" e la 16ª "Intelligence elettronica"; rappresentava l'equivalente del National Security Agency americano. Il 25 settembre 1991 il presidente sovietico Michail Gorbačëv sciolse il KGB in diverse direzioni, una di queste divenne la Commissione sulle Comunicazioni governative presso il Presidente dell'Unione sovietica. Il 24 dicembre 1991, dopo la fine dell'URSS, la commissione divenne l'Agenzia Federale per le Comunicazioni e le Informazioni al Governo presso il Presidente dell'Unione sovietica.

### Dissoluzione
In data 11 marzo 2003 l'agenzia venne riorganizzata nel Servizio speciale di comunicazione e informazione dell'FSB. Il 7 agosto 2004 il servizio venne incorporato nel Servizio federale di protezione.

## Struttura
La struttura organizzativa era composta dalle seguenti articolazioni:
- Direttorato Generale delle Comunicazioni di Governo: si occupava di garantire l'efficienza e la riservatezza delle comunicazioni del Presidente russo ed i relativi servizi di sicurezza;
- Centro Tecnico-Scientifico: realizzava piattaforme hardware e software per la protezione dei dati;
- Centro Atlas: aveva compiti di gestione documentale e degli archivi, con l'ausilio di sistemi informativi;
- Accademia Russa di Crittografia: organizzazione scientifica che non ha missione di addestramento;
- Amministrazione Economico-Finanziaria (FEU);
- Centro di Scienza e Tecnologia (NTT);
- Istituto Generale dell'informazione e della Comunicazione (TSITIS);
- Istituto di Ricerca Scientifica Sperimentale e Progettuale (MOPNIEI).

Per quanto riguarda l'attività svolta, la FAPSI aveva giurisdizione in quattro settori principali:
- comunicazioni speciali, incluse quelle di governo;
- sicurezza crittografica e tecnico-ingegneristica delle comunicazioni cifrate;
- raccolta delle informazioni acquisite nell'ambito delle comunicazioni speciali;
- fornitura di particolari informazioni ai massimi livelli dell'Autorità governativa.

Inoltre, come l'americana NSA, la FAPSI aveva:
- responsabilità delle comunicazioni e delle attività di SIGINT;
- autorizzazione e capacità di penetrare tutti i sistemi informativi governativi e privati;
- abilità di acquisire ogni informazione sulle operazioni delle aziende straniere, comprese quelle più riservate.

La FAPSI lavorava sia in patria, sia all'estero, poteva avviare iniziative commerciali e affittare frequenze di comunicazione a compagnie nazionali e straniere.